# Ciutats de l'antic Orient Mitjà
Aquesta és una llista de les principals ciutats que van existir a l'Orient Mitjà. El cuneïforme "KI" és el determinatiu de ciutat o ciutat estat en llengua sumèria. En llengua accàdia i en hitita és URU (es combina a vegades amb KUR (terra) quan s'assenyala el territori controlat per la ciutat, per exemple el rei (Lugal) del territori de la ciutat d'Hatti: Kururu Ha-at-ti. Les ciutats de la llista estan ordenades de nord a sud excepte pel Llevant (que estan per orde alfabètic); el nom modern figura en itàlica entre parèntesis (sense parèntesis quan no es coneix el nom antic).

## Mesopotàmia

### Baixa Mesopotàmia
- Eixnunna (Tell Asmar)
- Der (Tell Aqar a al-Badra')
- Sippar (Tell Abu Habbah)
- Kutha (Tell Ibrahim)
- Jemdet Nasr
- Kix (Tell Uheimir i Ingharra)
- Bab Ilu (Babilònia)
- Borsippa (Birs Nimrud)
- Mashkan-shapir (Tell Abu Duwari)
- Dilbat (Tell ed-Duleim)
- Nippur (Afak)
- Marad (Tell Wannat es-Sadum)
- Adab (Tell Bismaya)
- Isin (Ishan al-Bahriyat)
- Kisurra (Tell Abu Hatab)
- Xuruppak (Tell Fara)
- Badtibira o Bat-tibira (probablement Tell al-Madain)
- Zabala o Zabalam (Tell Ibzeikh)
- Umma (Tell Jokha)
- Girsu o Ngirsu (Tello o Telloh)
- Lagaix (Tell al-Hiba)
- Uruk (Warka)
- Larsa (Tell as-Senkereh)
- Ur (Tell al-Muqayyar)
- Kuara (Tell al-Lahm)
- Eridu (Tell Abu Shahrain)
- Tell al-Ubaid
- Nabada (Tell Beydar)
- Akxak (situació desconeguda)
- Akkad (situació desconeguda)

### Alta Mesopotàmia
- Urfa (Şanlıurfa)
- Shanidar
- Urkesh (Tell Mozan)
- Shekhna o Shubat-Enlil (Tell Leilan)
- Tell Arbid
- Haran (Altınbaşak)
- Chagar Baçar
- Kahat (Tell Barri)
- Washukanni (Tell el Fakhariya?)
- Karkemish (Djerabis)
- Tell Chuera
- Nagar (Tell Brak)
- Telul eth-Thalathat
- Tepe Gaura (o Tepe Gawra)
- Tell Arpachiyah (o Tepe Reshwa)
- Shibaniba (Tell Billa)
- Tarbisu (Sherif Khan)
- Nínive o Ninua (Níniveh)
- Qatara o Karana (Tell al-Rimah)
- Tell Hamoukar
- Dur-Sharrukin (Khorsabad)
- Arbil (Qalinj Agha)
- Tell Taya
- Tell Hassuna
- Imgur-Enlil (Balawat)
- Tell es-Sweyhat
- Nimrud (Kalhu)
- Emar (Tell Meskene)
- Qal'at Jarmo
- Arrapha (Kirkuk)
- Ashur (Qalat Sherqat)
- Nuzi (Gasur, Yorghan Tepe)
- Terqa (Tell Ashara)
- Dura Europos (Salhiyé)
- Mari (Tell Hariri)
- Haradum (Khirbet ed-Diniyeh)
- Tell es Sawwan
- Nerebtum o Kiti (Tell Ishchali)
- Tutub (Khafajah)
- Tell Agrab
- Dur-Kurigalzu (Aqar Quf)
- Shaduppum (Tell Harmal)
- Selèucia del Tigris (Tell Omar)
- Sippar-Amnanum (Tell ed-Der)
- Ctesifont (Taq Kisra)
- Tell Uqair (Urum)

## Zagros i Elam
- Hasanlu Tepe
- Takht-i-Suleiman
- Ecbàtana (Hamadan)
- Behistun
- Godin Tepe
- Chogha Mish
- Choga Mami
- Tepe Siyalk
- Susa (Shush)
- Kabnak (Haft Tepe)
- Dur Untash (Chogha Zanbil)
- Shahr-i-Sokhte
- Pasàrgada (Pasargada)
- Naqsh-e Rustam
- Persèpolis (Persepolis)
- Tall-i Bakun
- Anzhan (Tall-i Malyan o Tepe Malyan)
- Konar Sandal
- Tepe Yahya

## Anatòlia
- Nicea (Iznik)
- Sapinuwa (Ortaköy)
- Yazilikaya
- Alaca Höyük

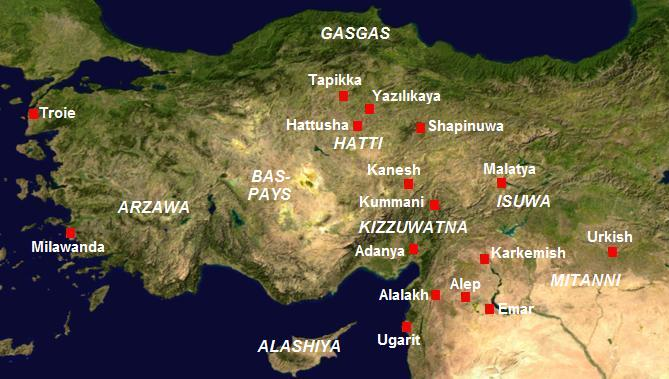
Ciutats d'Anatòlia

- Hattusa (Boğazkale, abans Boğazköy)
- Ilios (Ilion) o Ilium (amtiga Wilusa), (Truva)
- Kanesh (Nesa, Kültepe)
- Melid, Melitene (Arslantepe, Malatya)
- Çayönü
- Sam'al (Zincirli Höyük)
- Çatalhöyük
- Beycesultan
- Adana (Adana)
- Tars (Tarsus)
- Attalia (Antalya)

## Llevant (orde alfabètic)
- Acre o Sant Joan d'Acre (Acco o Akko)
- Alalah o Alalakh (Tell Atchana)
- Yamkhad o Iamkhad (Alep)
- Antipatris (Tell Afik o Aphek)
- Arad Rabbah (Tel Arad)
- Heliòpolis de Síria (Baalbek)
- Bet-Xean
- Bethabara (Bethània darrere el Jordà)
- Bostra (Bosra)
- Kepen, Gubla, Biblos o Byblos (Gebal)
- Cafarnaüm (Capernaum)
- Dan (Gath-Rimmon)
- Damasc (Dimasqu), (Dimashq'')
- Dora (Tel Dor)
- Ebla (Tell Mardikh)
- Enguedí (Tel Goren)
- Gerasa (Jarash)
- Guèzer (Tel Gezer)
- Guibà (Tell el-Ful?)
- Guilgal Refaïm (Rujm el-Hiri)
- Hamath (Epiphania)
- Herodium o Herodion (Jabal al-Fraidees)
- Jezrael
- Cadeix-Barnea (Kadesh Barnea)
- Qadesh o Kadesh (Tel Kedesh)
- Kir de Moab
- Kumidi (Kamid al Lawz)
- Qatna (Tell Mishrifeh)
- Qumran (Qumran)
- Rabat Amon o Philadelphia (Amman)
- Samària (Samària)
- Shiloh (Tel Shilo)
- Sidó (Saïda)
- Palmira o Tadmor (Palmyra)
- Tell el-Farah South
- Gebala o Gabala (Tell Tweini? prop de Jableh)
- Karkar (Tell Qarqur?)
- Tirzah (Tell el-Farah North)
- Tunip
- Tir o Tyros (Tir o Ṣūr)
- Ugarit (Ras Shamra)
- Umm el-Marra

Canaan
- Adoraim o Adora (Dura)
- Beerxeba (Tel Be'er Sheva)
- Betxèmeix (Bet Shemesh)
- Betel (Beitin)
- En Esur (Tel Esur)
- Pethor (Deir Alla?)
- Gath (Tell es-Safi)
- Hazor (Tel Hazor)
- Hebron (Hebron)
- Jericó (Tell es-Sultan)
- Jerusalem (Jebus)
- Meguidó (Tel Megiddo)
- Siquem, Sychar, Neàpolis de Palestina (Nablus)
- Tall Zira'a

Philistia
- Asdod (Aixdod)
- Ascaló (Ashkelon)
- Gaza (Gaza)
- Sharuhen (Tell el-Ajjul)

## Etiòpia
- Axum